# The Crater
The Crater is de belangrijkste vindplaats van fossielen uit het Trias in Australië. De afzettingen op deze locatie staan bekend als de Arcadia-formatie en dateren van 230 miljoen jaar geleden. The Crater ligt in de staat Queensland nabij Carnarvon National Park. 

## Fauna
In het Trias was het wereldwijde klimaat over het algemeen warm en droog, maar oostelijk Australië vormde een uitzondering op de woestijnachtige omstandigheden wereldwijd met uitgestrekte wetlandgebieden die uiteindelijk zouden leiden tot de steenkoolafzettingen van Queensland en New South Wales.
In het Vroeg- en Midden-Trias waren de basale archosauriërs de belangrijkste roofdieren, terwijl therapsiden de voornaamste grote landdieren waren. De dinosauriërs waren destijds nog een groep in ontwikkeling. In Australië waren het echter de amfibieën die de dominante diergroep waren met meer dan twintig bekende soorten behorend tot de Temnospondyli. In The Crater zijn fossielen gevonden van onder meer Keratobrachyops, Lapillopsis en Plagiobatrachus, terwijl van elders in Australië de resten van onder andere Paracylotosaurus bekend zijn. Vondsten van Australische reptielen uit het Trias zijn een stuk zeldzamer. In The Crater zijn fossielen van de basale archosauriër Kalisuchus en enkele hagedisachtige vormen als Kodimakara gevonden. De vondsten uit The Crater omvatten verder fossielen van vissen, waaronder longvissen.